# Tupistra nutans
Tupistra nutans är en sparrisväxtart som beskrevs av Nathaniel Wallich och John Lindley. Tupistra nutans ingår i släktet Tupistra och familjen sparrisväxter. Inga underarter finns listade i Catalogue of Life.